# Dècada del 1130 aC

## Esdeveniments
- 1137 aC: Ramsès VII comença a regnar com a sisè faraó de la XX dinastia d'Egipte.
- 1135 aC: mor Oxintes, rei d'Atenes. És succeït pel seu fill Afeidas.
- 1134 aC: Afeidas és assassinat pel seu germà Timetes, que el succeeix.